# Saint-Briac-sur-Mer
Saint-Briac-sur-Mer (bretonisch: Sant-Briag; Gallo: Saent-Beriac) ist eine französische Gemeinde mit 2228 Einwohnern (Stand: 1. Januar 2022) im Département Ille-et-Vilaine in der Region Bretagne. Sie gehört zum Arrondissement Saint-Malo und zum Kanton Saint-Malo-2. Die Einwohner werden Briacins genannt.

## Geographie
Die Gemeinde Saint-Briac-sur-Mer liegt auf der westlichen Seite des Ästuars des Frémur an der Smaragdküste des Golfs von Saint-Malo, etwa zehn Kilometer westlich von Saint-Malo. Zu den Saint-Briac-sur-Mer vorgelagerten Felsen- und Sandinseln gehört die Île Agot. Umgeben wird Saint-Briac-sur-Mer von den Nachbargemeinden Saint-Lunaire im Osten, Pleurtuit im Südosten und Süden, Ploubalay im Südwesten sowie Lancieux im Südwesten und Westen.

## Bevölkerungsentwicklung
| Jahr                       | 1962 | 1968 | 1975 | 1982 | 1990 | 1999 | 2006 | 2012 | 2020 |
| Einwohner                  | 1709 | 1666 | 1619 | 1691 | 1825 | 2054 | 1948 | 1951 | 2205 |
| Quellen: Cassini und INSEE |      |      |      |      |      |      |      |      |      |

## Sehenswürdigkeiten
- Kirche Saint-Briac aus dem 17. Jahrhundert, 1870/75 wieder errichtet, ursprünglicher Kirchbau aus dem 11. oder 12. Jahrhundert, Monument historique seit 1908
- Kapelle Saint-Adam aus dem Jahr 1628
- Alte Kapelle von Vieux-Couvent aus dem 19. Jahrhundert,
- Kalvarien
- Île Agot mit vorzeitlichen Siedlungsspuren, Monument historique seit 1975
- Schloss Nessay aus dem 19. Jahrhundert mit Park und Kapelle
- Burganlage La Houlle, bereits im 12. Jahrhundert erwähnt
- Waschhaus
- Herrenhäuser La Garde und Ville-aux-Provôts, beide um 1682
- Marina

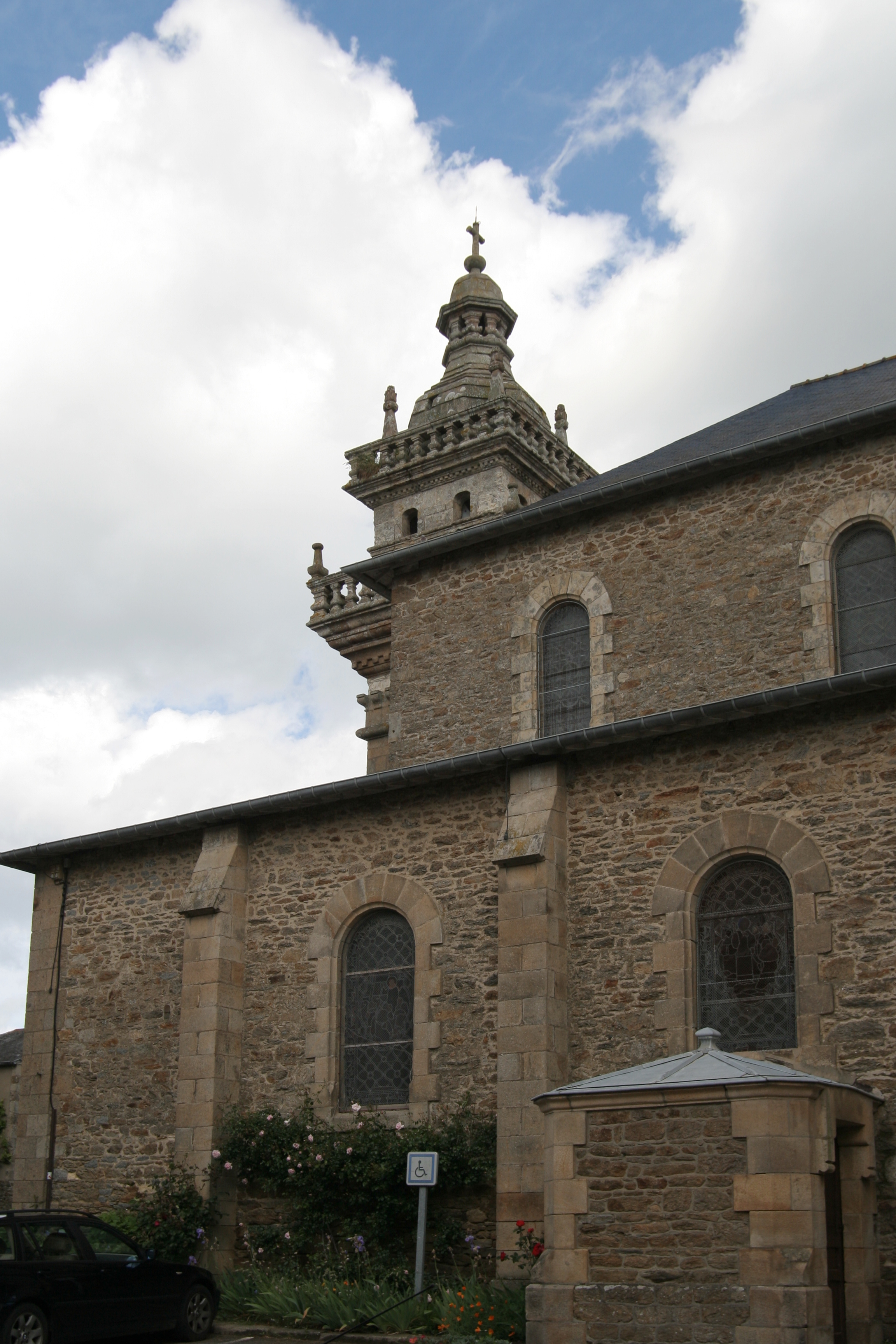
Kirche Saint-Briac
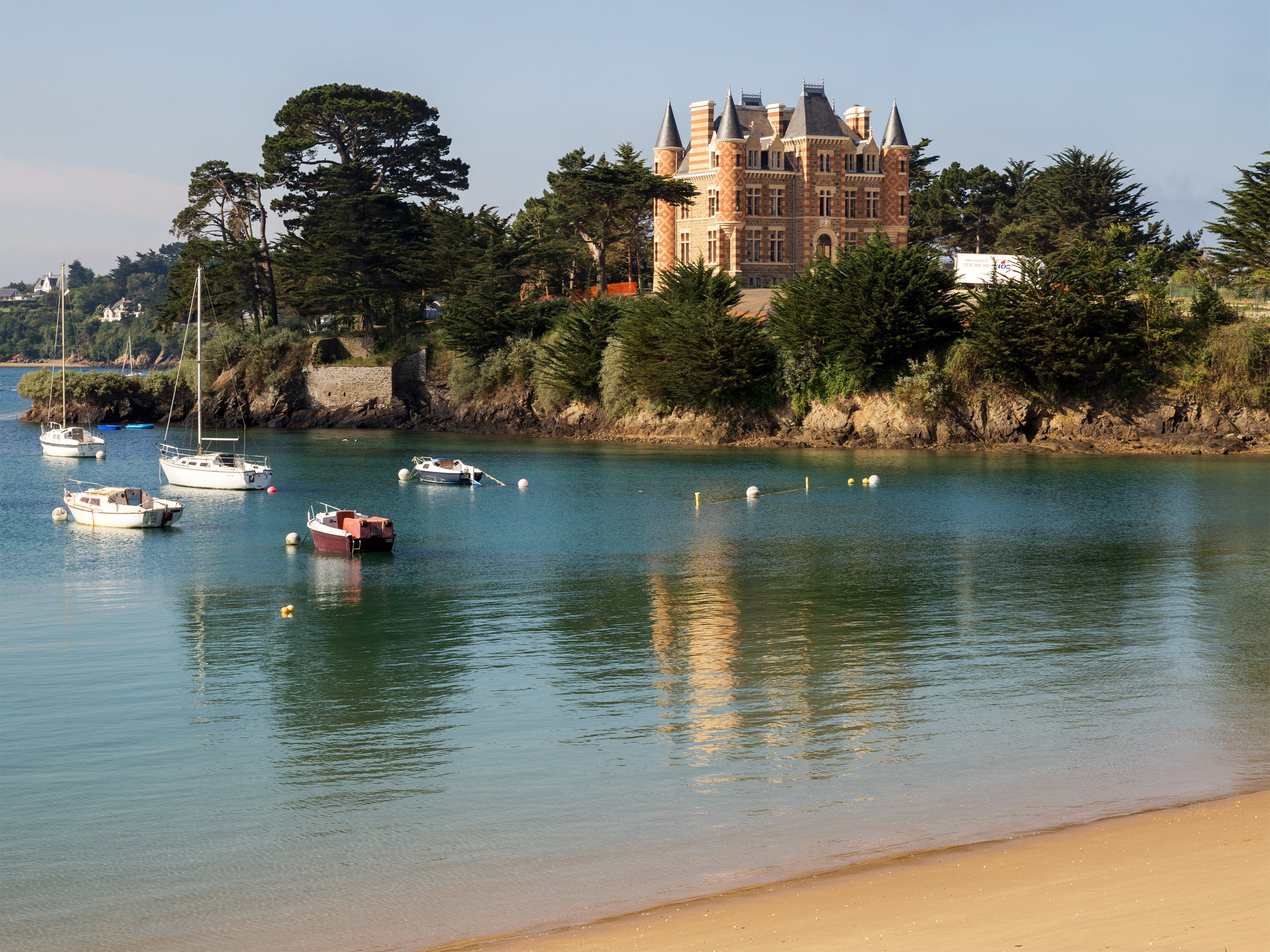
Schloss Nessay
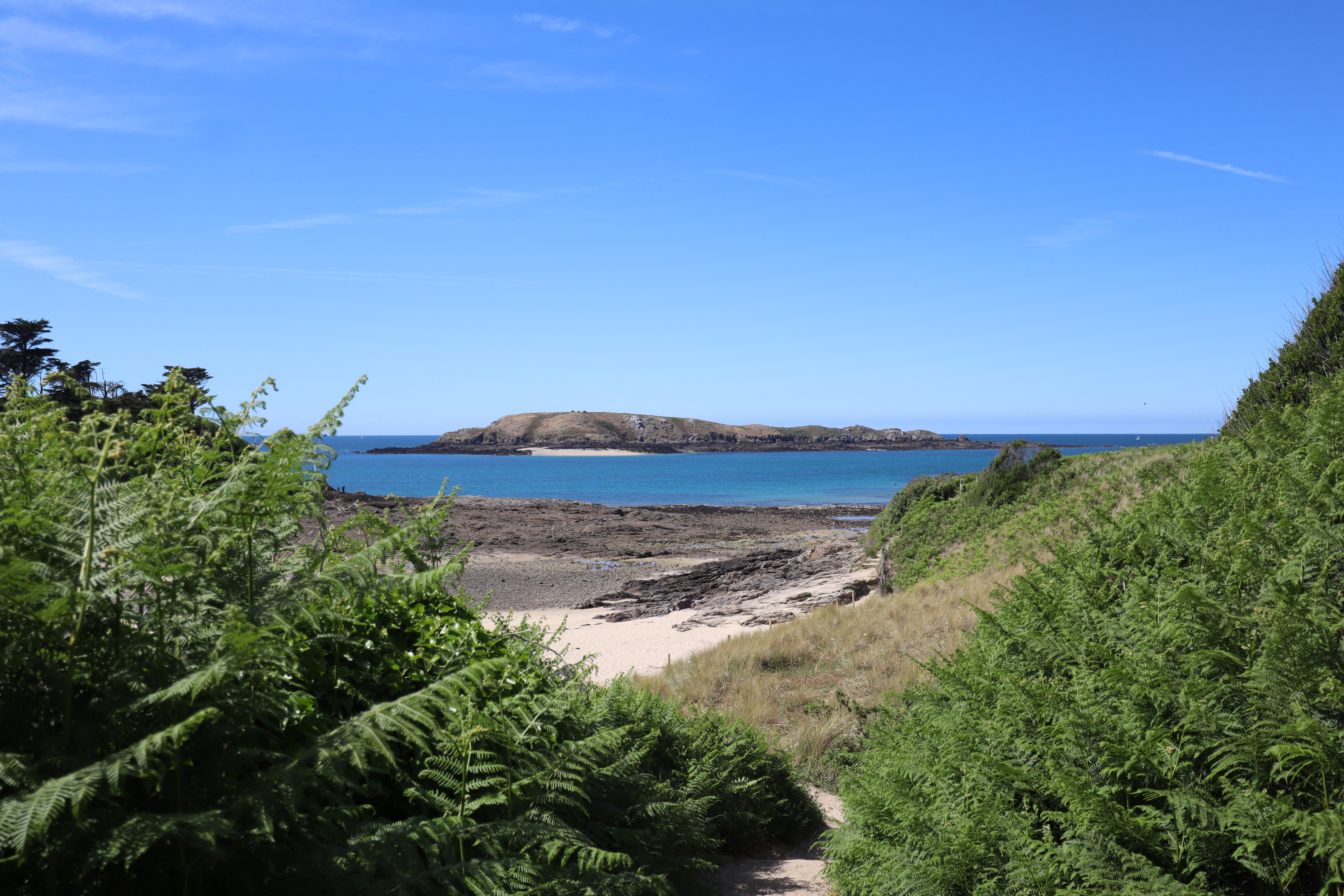
Blick auf die Île Agot
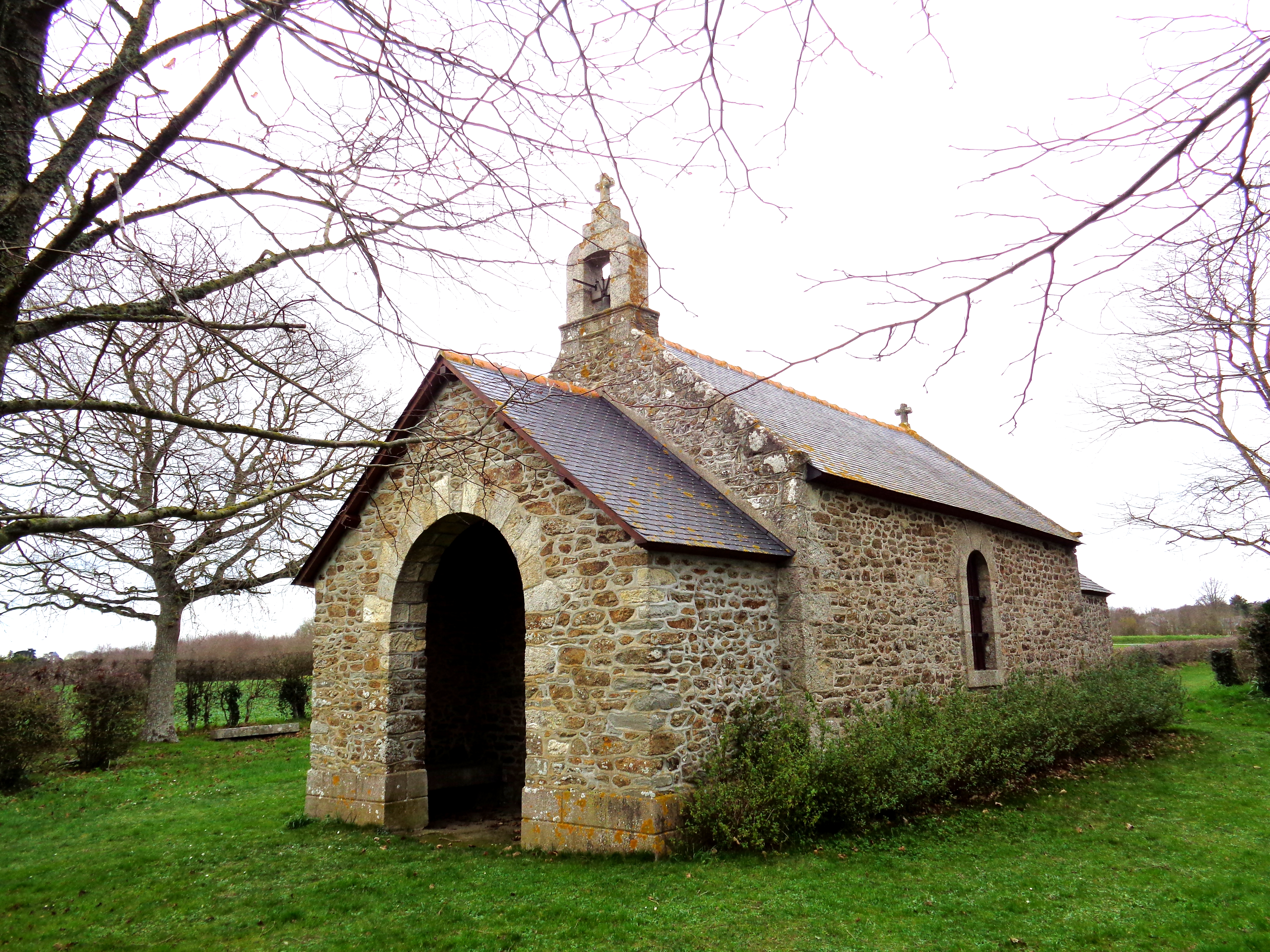
Dornenlkapelle
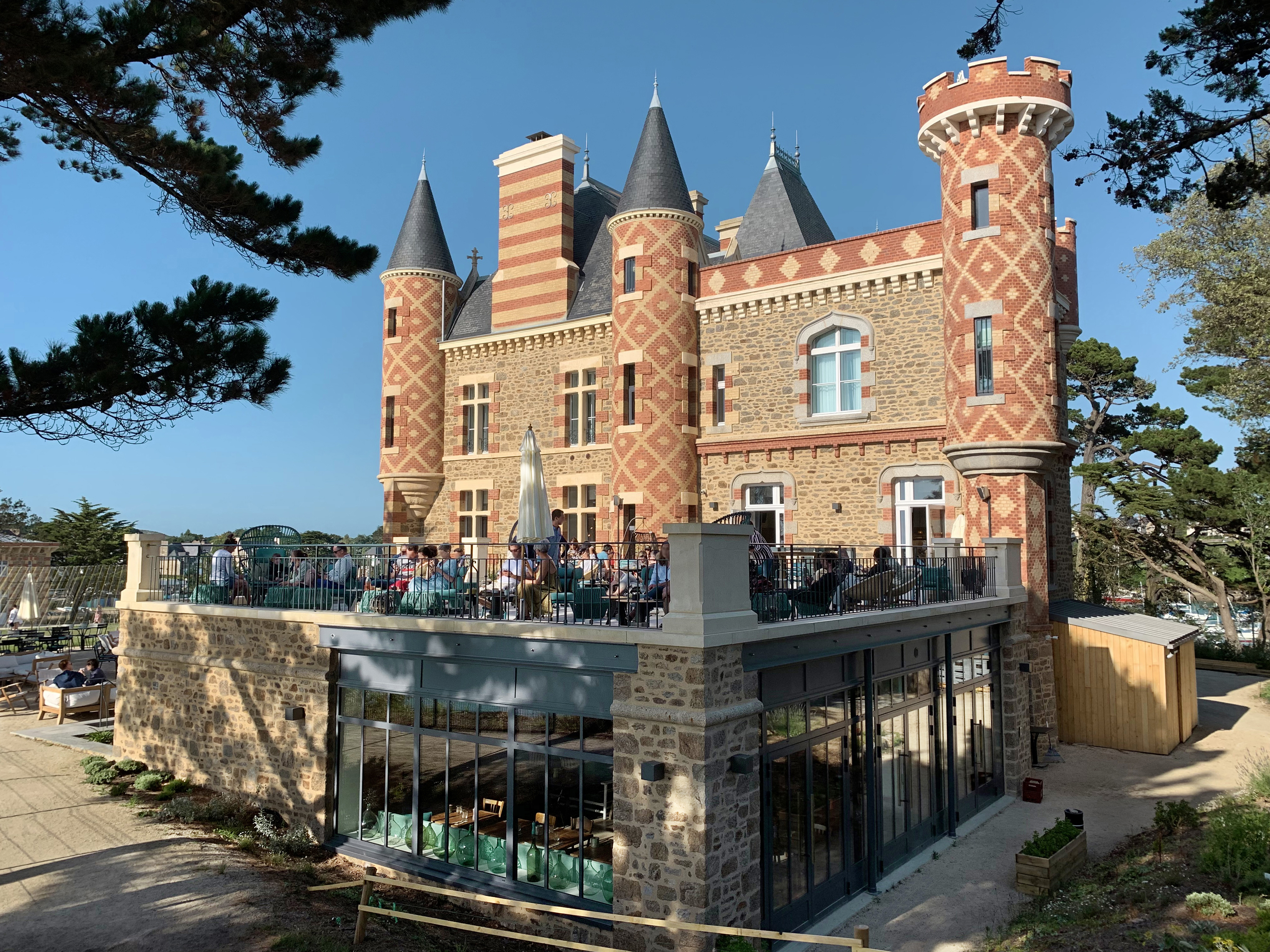
Schloss Nessay
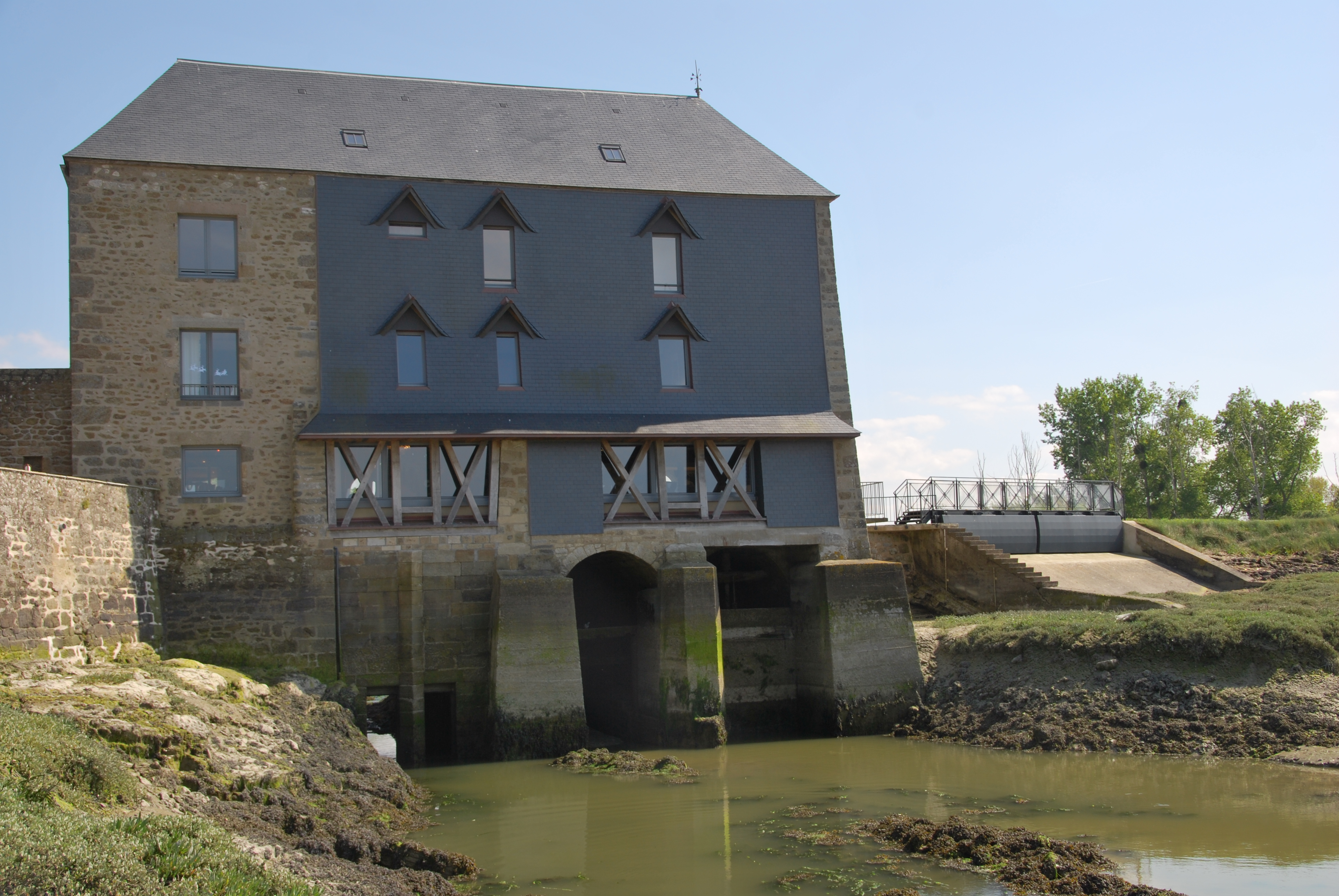
Alte Gezeitenmühle
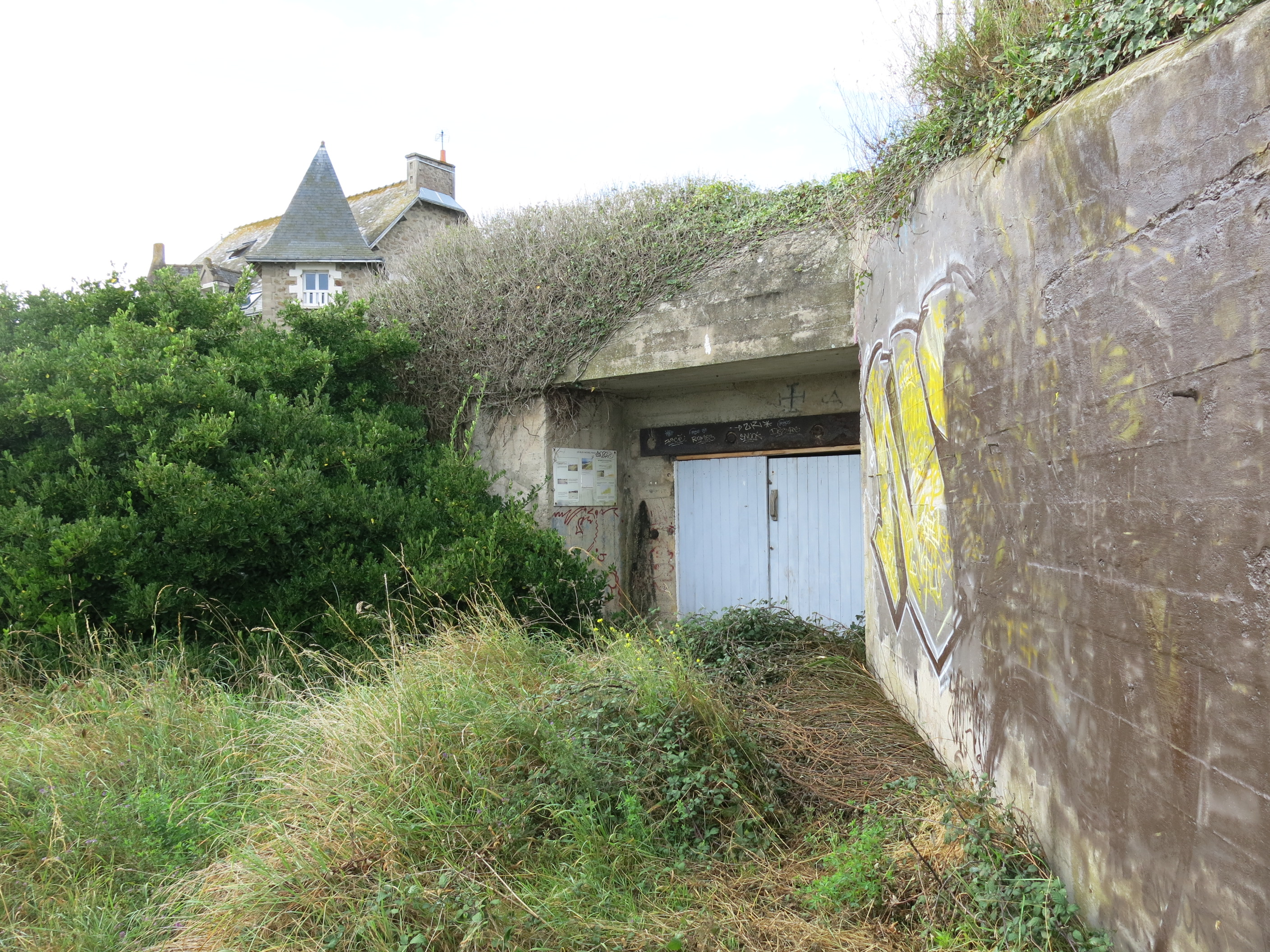
Alte Bunkeranlage

## Persönlichkeiten
- Paul Grandhomme (1851–1944), Bildhauer
- Brice Lalonde (* 1946), Politiker, Umweltminister, Bürgermeister von Saint-Briac-sur-Mer (1995–2008)
- Großfürstin Viktoria Fjodorowna von Russland (1876–1936), geborene Prinzessin Viktoria Melita von Sachsen-Coburg und Gotha, Titularzarin von Russland
- Henri Le Saux (1910–1973), Benediktinermönch